# Daniel Alfredson
Hans Daniel Björn Alfredson (nascut el 23 de maig de 1959 a Estocolm, Suècia) és un director de cinema Suec que és més conegut per dirigir versions cinematogràfiques de dues parts de la Trilogia Millennium:  La noia que somiava un llumí i un bidó de gasolina i La reina al palau dels corrents d'aire. Als 29ns Premis Guldbagge va guanyar el premi al millor guió i va ser nominat al Millor Director per la pel·lícula Mannen på balkongen. El 2015 va estrenar Blackway protagonitzada per Anthony Hopkins, Julia Stiles i Ray Liotta.
És el germà gran de Tomas Alfredson (director de Deixa'm entrar i El talp) i el fill de Hasse Alfredson.

## Filmografia
- Roseanna (1993)
- Mannen på balkongen (1993)
- Den täta elden (1995)
- En fri mand (1996)
- Tic Tac (1997)
- Rymd (1998)
- Straydogs (1999)
- Dödsklockan (1999)
- 10:10 (2000)
- Syndare i sommarsol (2001)
- Wolf (2008)
- La noia que somiava un llumí i un bidó de gasolina (2009)
- La reina al palau dels corrents d'aire (2009)
- Odjuret (2012)
- Skumtimmen (2013)
- El cas Heineken (2015)
- Blackway (2015)
- Intrigo: Death of an Author (2018)
- Intrigo: Samaria (2019)
- Intrigo: Dear Agnes (2019)